# Liste der Baudenkmale in Marklohe
In der Liste der Baudenkmale in Marklohe sind alle Baudenkmale der niedersächsischen Gemeinde Marklohe aufgelistet. Die Quelle der Baudenkmale ist der Denkmalatlas Niedersachsen. Der Stand der Liste ist der 15. April 2021.

## Allgemein
In den Spalten befinden sich folgende Informationen:
- Lage: die Adresse des Baudenkmales und die geographischen Koordinaten. Kartenansicht, um Koordinaten zu setzen. In der Kartenansicht sind Baudenkmale ohne Koordinaten mit einem roten Marker dargestellt und können in der Karte gesetzt werden. Baudenkmale ohne Bild sind mit einem blauen Marker gekennzeichnet, Baudenkmale mit Bild mit einem grünen Marker.
- Bezeichnung: Bezeichnung des Baudenkmales
- Beschreibung: die Beschreibung des Baudenkmales. Unter § 3 Abs. 2 NDSchG werden Einzeldenkmale und unter § 3 Abs. 3 NDSchG Gruppen baulicher Anlagen und deren Bestandteile ausgewiesen.
- ID: die Objekt-ID des Baudenkmales
- Bild: ein Bild des Baudenkmales, ggf. zusätzlich mit einem Link zu weiteren Fotos des Baudenkmals im Medienarchiv Wikimedia Commons. Wenn man auf das Kamerasymbol klickt, können Fotos zu Baudenkmalen aus dieser Liste hochgeladen werden:

## Marklohe

### Gruppen baulicher Anlagen

#### Gruppe: Hofanlage Hauptstraße
Die Gruppe „Hofanlage Hauptstraße“ hat die ID 31036446.

| Lage                                        | Bezeichnung              | Beschreibung                                                                                | ID       | Bild |
| ------------------------------------------- | ------------------------ | ------------------------------------------------------------------------------------------- | -------- | ---- |
| Hoyaer Straße 59 52° 40′ 13″ N, 9° 9′ 25″ O | Wohn-/Wirtschaftsgebäude | 1766 als Gefügebau errichtetes geputztes Hallenhaus mit Veränderungen                       | 31049957 |      |
| Hoyaer Straße 59 52° 40′ 13″ N, 9° 9′ 24″ O | Speicher                 | Im 18. Jahrhundert errichteter aufwendiger, teilweise verbohlter eingeschossiger Gefügebau. | 31049855 |      |
| Hoyaer Straße 57 52° 40′ 13″ N, 9° 9′ 22″ O | Wirtschaftsgebäude       | Von altem Baumbestand umgebener, eingeschossiger Gefügebau, der mehrfach verändert wurde.   | 31049939 |      |

#### Gruppe: Hofanlage Schmiedebrink 3
Die Gruppe „Hofanlage Schmiedebrink 3“ hat die ID 31036459.

| Lage                                       | Bezeichnung | Beschreibung                                                                                    | ID       | Bild |
| ------------------------------------------ | ----------- | ----------------------------------------------------------------------------------------------- | -------- | ---- |
| Schmiedebrink 3 52° 40′ 15″ N, 9° 9′ 29″ O | Wohnhaus    | Ende des 18. Jahrhunderts erbautes Hallenhaus mit Lehmfachwerk unter beidseitigem Halbwalmdach. | 31050039 |      |
| Schmiedebrink 3 52° 40′ 15″ N, 9° 9′ 29″ O | Stall       | Anfang des 19. Jahrhunderts errichteter Stall mit Lehmfachwerk unter einem Satteldach           | 31050059 |      |
| Schmiedebrink 3 52° 40′ 15″ N, 9° 9′ 30″ O | Scheune     | Anfang des 19. Jahrhunderts errichtete Scheune mit Lehmfachwerk unter einem Satteldach          | 31050019 |      |

### Einzeldenkmale
| Lage                                         | Bezeichnung              | Beschreibung | ID       | Bild           |
| -------------------------------------------- | ------------------------ | --- | -------- | -------------- |
| Bürenstraße 3 52° 40′ 8″ N, 9° 9′ 36″ O      | Backhaus                 | Fachwerkgebäude mit eingehälsten Ankerbalken und Ziegelausfachung. | 31049797 |                |
| Hoyaer Straße 41 52° 40′ 6″ N, 9° 9′ 23″ O   | Wohnhaus                 | | 31049875 |                |
| Hoyaer Straße 45 52° 40′ 8″ N, 9° 9′ 22″ O   | Wohn-/Wirtschaftsgebäude | | 31049907 |                |
| Hoyaer Straße 72a 52° 40′ 33″ N, 9° 9′ 18″ O | Scheune                  | Mitte des 18. Jahrhunderts errichteter Gefügebau mit Lehmstakung, die teils durch Ziegel ersetzt wurde, unter einem Walmdach.                                                                                                  | 31049977 |                |
| Linnert 52° 40′ 12″ N, 9° 9′ 21″ O           | Kirche                   | Evangelische Kirche St. Clemens Romanus. Turm aus dem 11. und Schiff aus dem 12. Jahrhundert, im 19. Jahrhundert erweitert und (durch Conrad Wilhelm Hase) renoviert (1860–64). Grabsteine des 17. Jahrhunderts an der Kirche. | 31049997 | Weitere Bilder |

## Lemke

### Einzeldenkmale
| Lage                                       | Bezeichnung              | Beschreibung | ID       | Bild |
| ------------------------------------------ | ------------------------ | --- | -------- | ---- |
| Krumme Straße 5 52° 39′ 30″ N, 9° 8′ 55″ O | Wohn-/Wirtschaftsgebäude | Ende des 18. Jahrhunderts errichtetes Hallenhaus mit Lehmfachwerk und teilweiser Ziegelausfachung unter einem Halbwalmdach. Der Stall wurde später angebaut. | 31049739 |      |

## Oyle

### Gruppen baulicher Anlagen

#### Gruppe: Hofanlage Oyle
Die Gruppe „Hofanlage Oyle“ hat die ID 31036421.

| Lage                                          | Bezeichnung              | Beschreibung                                                                               | ID       | Bild |
| --------------------------------------------- | ------------------------ | ------------------------------------------------------------------------------------------ | -------- | ---- |
| Alter Schulweg 5 52° 38′ 41″ N, 9° 8′ 53″ O   | Wohn-/Wirtschaftsgebäude | 1791 errichteter Zweiständerbau in Ziegelfachwerk unter einem Halbwalmdach                 | 31050079 |      |
| Alter Schulweg 7 52° 38′ 42″ N, 9° 8′ 53″ O   | Scheune                  | Anfang des 19. Jahrhunderts errichtete Scheune in Ziegelfachwerk unter einem Halbwalmdach. | 31050141 | BW   |
| Alter Schulweg 5–7 52° 38′ 41″ N, 9° 8′ 51″ O | Nebengebäude             | Im 19. Jahrhundert errichtetes Gebäude in Ziegelfachwerk.                                  | 31050119 |      |
| Alter Schulweg 5–7 52° 38′ 41″ N, 9° 8′ 52″ O | Nebengebäude             | Im 19. Jahrhundert errichtetes Gebäude in Ziegelfachwerk.                                  | 31050099 |      |

#### Gruppe: Gut Lohe
Die Gruppe „Gut Lohe“ hat keine ID im Denkmalatlas.

| Lage                                                    | Bezeichnung | Beschreibung                                               | ID | Bild |
| ------------------------------------------------------- | ----------- | ---------------------------------------------------------- | -- | ---- |
| Gut Lohe (Am Blanken Ende 10) 52° 38′ 25″ N, 9° 9′ 9″ O | Friedhof    | Privatfriedhof von Arenstorff, wohl weitgehend devastiert. |    | BW   |

#### Gruppe: Oyler Berg
Die Gruppe „Oyler Berg“ hat die ID 31036434.

| Lage                                     | Bezeichnung | Beschreibung                                                                     | ID       | Bild           |
| ---------------------------------------- | ----------- | -------------------------------------------------------------------------------- | -------- | -------------- |
| Oyler Berg 33 52° 38′ 50″ N, 9° 8′ 19″ O | Wassermühle | Im 19. Jahrhundert errichtetes Ziegelfachwerkgebäude mit Stau und Wasserführung. | 31050253 | Weitere Bilder |
| Oyler Berg 33 52° 38′ 51″ N, 9° 8′ 19″ O | Scheune     | Eingeschossiger Ziegelfachwerkbau unter einem Satteldach.                        | 31050273 |                |

#### Gruppe: Hofanlage Hülsstraße
Die Gruppe „Hofanlage Hülsstraße“ hat die ID 31036471.

| Lage                                    | Bezeichnung              | Beschreibung                                                                       | ID       | Bild |
| --------------------------------------- | ------------------------ | ---------------------------------------------------------------------------------- | -------- | ---- |
| Hülsstraße 8 52° 38′ 45″ N, 9° 8′ 40″ O | Wohn-/Wirtschaftsgebäude | 1653 als Zweiständer errichtetes Hallenhaus, das zu Wohnzwecken umgebaut wurde.    | 31050201 |      |
| Hülsstraße 8 52° 38′ 44″ N, 9° 8′ 40″ O | Scheune                  | Im 19. Jahrhundert errichtete Fachwerkscheune, die zu einer Garage umgebaut wurde. | 31050181 |      |

### Einzeldenkmale
| Lage                                          | Bezeichnung | Beschreibung                                                                                                | ID       | Bild |
| --------------------------------------------- | ----------- | --- | -------- | ---- |
| Am Blanken Ende 12 52° 38′ 27″ N, 9° 9′ 11″ O | Herrenhaus  | Ende des 19. Jahrhunderts errichteter zweigeschossiger Ziegelbau mit aufwendigem Dekor.                     | 31050161 | BW   |
| Im Winkel 52° 38′ 37″ N, 9° 8′ 54″ O          | Scheune     | 1781 errichteter Fachwerkbau mit seitlicher Längsdurchfahrt unter einem Halbwalmdach mit roten Hohlpfannen. | 31050385 |      |
| Oyler Berg 21 52° 38′ 47″ N, 9° 8′ 9″ O       | Gaststätte  | Zentralbau                                                                                                  | 31050237 |      |

## Wohlenhausen

### Einzeldenkmale
| Lage                                              | Bezeichnung              | Beschreibung                                                                                      | ID       | Bild |
| ------------------------------------------------- | ------------------------ | ------------------------------------------------------------------------------------------------- | -------- | ---- |
| Wohlenhauser Straße 40 52° 39′ 42″ N, 9° 7′ 50″ O | Wohn-/Wirtschaftsgebäude | 1733 errichteter Zweiständerbau mit Ziegelfachwerk unter einem Halbwalmdach.                      | 31050327 |      |
| Wohlenhauser Straße 40 52° 39′ 43″ N, 9° 7′ 48″ O | Speicher                 | Ende des 18. Jahrhunderts errichtetes eingeschossiges Lehmfachwerkgebäude unter einem Satteldach. | 31050348 |      |